# Гіла (річка, США)
Річка Гіла (англ. Gila River) — річка на південному заході США. Притока річки Колорадо. Довжина становить 1044 км.

## Географія
Бере початок в окрузі Сьєрра, на схилах Континентального американського вододілу на заході штату Нью-Мексико, і тече спершу на південний захід через Національний ліс Гіла, а потім на захід, через територію штату Аризона. Після того, як річка через кілька каньйонів протікає вздовж південного краю хребта Гіла, її перегороджує гребля Кулідж, формуючи водосховище Сан-Карлос, на південь від міста Перидот. Річка спускається з гір в долину на південний схід від Фінікса, на захід від якого вона різко повертає на південь вздовж хребта Гіла-Бенд, а потім так само різко повертає на захід, протікаючи вздовж хребта Гіла в окрузі Юма. Впадає в річку Колорадо в місті Юма, на кордоні з Мексикою.
Річка приймає безліч приток, найбільш значні з яких: Сан-Франсиско, Сан-Педро, Солт і Агуа-Фріа. Майже вся територія басейну річки Гіла, за винятком верхів'їв Сан-Педро і Санта-Круз, лежить на території США. У штаті Аризона розташовано 91,5 % території басейну (138 000 км), в Нью-Мексико — 5,7 % (8500 км²) і в Мексиці — 2,8 % (4200 км²).

## Історія
На час приходу перших іспанських мандрівників уздовж берегів річки Гіла проживав індіанський народ піма (самоназва — акімель-оодхам). Згідно з популярною теорією, слово «Гіла» є іспанським скороченням слова Hah-quah-sa-eel, яке в перекладі з мови юма означає «солона вода, що біжить». Традиційний спосіб життя піма був тісно пов'язаний з річкою, яку крім усього іншого вважали священною. Індіанська цивілізація хохокам, яка проживала вздовж річок Гіла і Солт приблизно від 600 до 1450 року, займалася переважно землеробством, використовуючи зрошення. З метою іригації цей народ прорив загалом понад 320 км каналів. Приблизно тоді ж у верхів'ях річки проживали люди культури Могольйон, після яких залишилась пам'ятка Скельні житла в долині Гіла.
Першим європейцем, який побачив річку Гіла, був, ймовірно, іспанський дослідник і місіонер Хуан-де-ла-Асунсьйон. Асунсьйон дістався річки 1538 року після подорожі на північ уздовж однієї з її приток (Сан-Педро або Санта-Круз). У 1540 році експедиція мандрівника Ернандо-де-ла-Аларкона проїхала вгору по річках Колорадо і Гіла, які на картах Аларкона підписані відповідно як Мірафлорес і Бразос-де-ла-Мірафлорес.
За умовами мирного договору Гвадалупе Ідальго 1848 року по річці Гіла проходила частина кордону між США і Мексикою. В результаті Купівлі Гадсдена 1853 року американська територія збільшилась за рахунок приєднання земель на південь від річки Гіла. Місце впадіння річки Гіла в Колорадо стало орієнтиром південного кордону Каліфорнії. Починаючи з 1871 року в долині річки Гіла, головним чином в районі сучасного Фінікса, поселяються мормони, що заснували на цих землях щонайменше 6 великих населених пунктів.

## Гідротехнічні споруди
Єдиною великою греблею на річці Гіла є гребля Кулідж, розташована за 50 км на південний схід від міста Глоб (штат Аризона). Внаслідок будівництва греблі на річці утворилось водосховище Сан-Карлос. Гребля Пеінтід-Рок побудована на річці Гіла на захід від міста Гіла-Бенд і використовується переважно для контролювання річкового стоку. Кілька невеликих дериваційних гребель, які відводять воду в зрошувальні канали, були побудовані на річці між греблями Кулідж і Пеінтід-Рок. Кілька гребель розташовуються також на притоках річки Гіла.
Річка Гіла та її основна притока, річка Сола, були обидві постійними потоками, що несли велику масу води, але зрошення і відведення води на комунальне господарство перетворило обидві у зазвичай пересохлі річки. На проміжку між Фініксом і впадінням в Колорадо русло річки або повністю пересихає, або вода в ньому тече тоненьким струмком. Те саме стосується течії річки Солт від Granite Reef Diversion Dam до впадіння в річку Гіла. Але обидві річки несуть великі об'єми води після рясних дощів. Колись великі човни могли плавати між гирлом і містом Фінікс, а менші — від Фінікса майже до кордону між Аризоною і Нью-Мексико. Ширина змінювалися від 150 м до 366 м, а глибина від 0,61 м до 12 м. Природна витрата води була 1,6 км³/рік (в середньому 51 м³/с) біля гирла. Теперішня витрата води біля гирла становить менш як 0,22 км³/рік (в середньому 7 м³/с).

## Жива природа
В системі річки Гіла мешкають 36 видів риб, включаючи окуня великоротого, риб сімейства центрархових, сома канального і сома оливкового.